# Udo Hempel

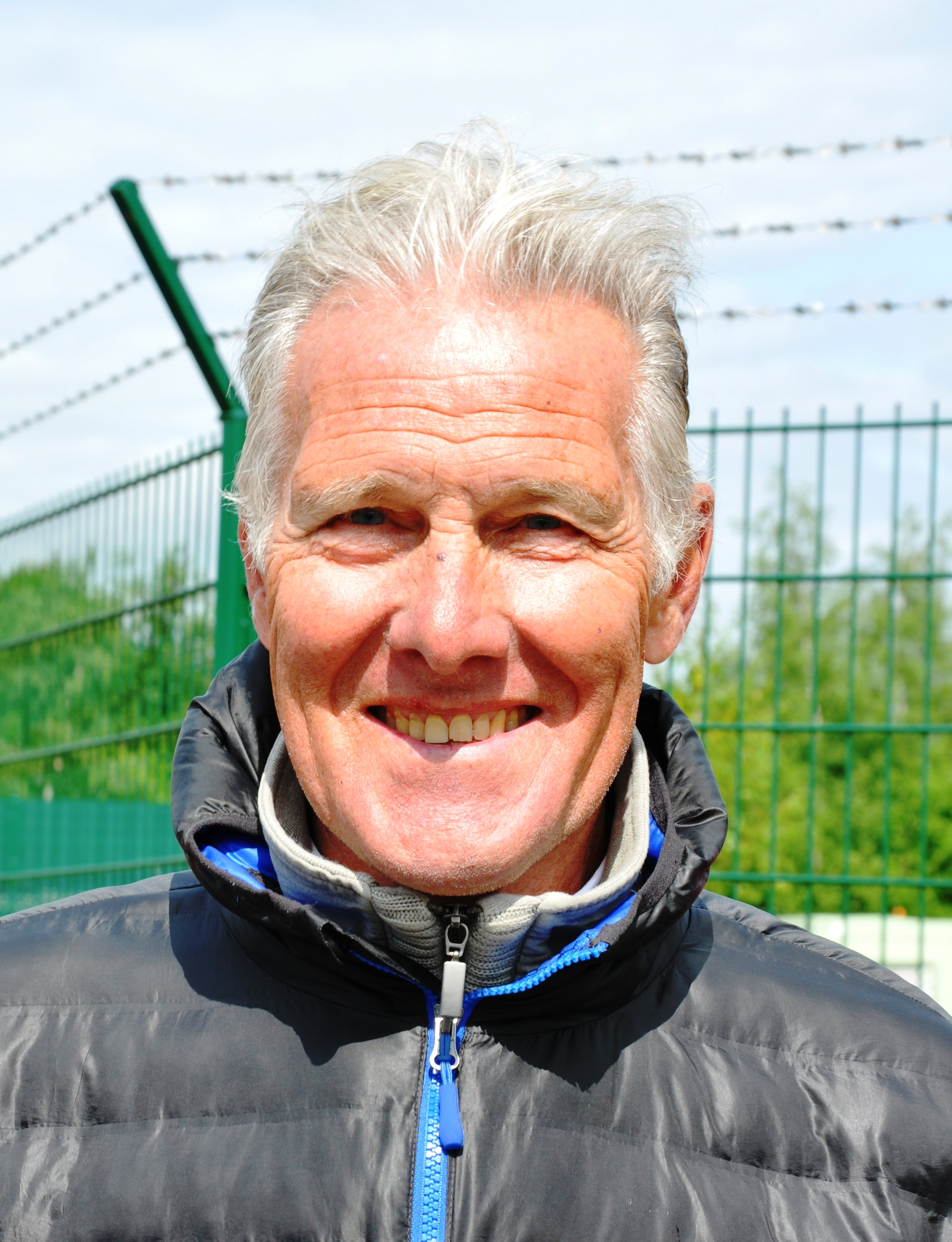
Udo Hempel (2016)

Udo Hempel (* 3. November 1946 in Düsseldorf-Flingern) ist ein ehemaliger deutscher Radrennfahrer und Bahn-Bundestrainer. Zu seinen größten sportlichen Erfolgen zählen die Goldmedaille in der Vierer-Mannschaftsverfolgung bei den Olympischen Sommerspielen 1972 in München sowie die Silbermedaille bei den Olympischen Sommerspielen 1968 in Mexiko-Stadt in der Mannschaftsverfolgung. Er startete für den Verein VfR Büttgen. Hempel war auch in Sechstagerennen erfolgreich. Er gewann das Rennen der Amateure in Köln 1970.
Von 1982 bis 1988 war er Bundestrainer.
Seit dem Ende seiner sportlichen Laufbahn ist Hempel an seinem Wohnort in Büttgen (Kaarst) als Unternehmensberater und Organisator bzw. Schirmherr von verschiedenen Radsportveranstaltungen wie z. B. der „SixDayNight“ auf der Radrennbahn in Büttgen tätig. 2005 war er Botschafter der World Games in Duisburg. Im ersten Halbjahr 2017 fungierte er als Tour-de-France-Botschafter der Stadt Kaarst; die Tour 2017 führte von Düsseldorf aus kommend am 2. Juli 2017 durch Büttgen.

## Erfolge
1968
- Olympische Sommerspiele 1968 – Mannschaftsverfolgung

1970
- Bahn-Radweltmeisterschaften – Mannschaftsverfolgung

1971
- UCI-Bahn-Weltmeisterschaften 1971 – Mannschaftsverfolgung

1972
- Olympische Sommerspiele 1972 – Mannschaftsverfolgung

8-facher Deutscher Bahnradsportmeister